# Lessingianthus
Lessingianthus é um género botânico pertencente à família Asteraceae.
É composto por 130 espécies descritas e destas 105 são aceites.
O género foi descrito por Harold E. Robinson e publicado em Proceedings of the Biological Society of Washington 101(4): 939–940. 1988. A espécie-tipo é Vernonia argyrophylla Less.
No sistema de classificação filogenética Angiosperm Phylogeny Website este género é indicado como sinónimo de Vernonia Schreb..

## Espécies
Algumas das espécies aceites são:
- Lessingianthus adenophyllus (Mart. ex DC.) H.Rob.
- Lessingianthus ammophilus (Gardner) H.Rob.
- Lessingianthus arachniolepis (Ekman ex Ekman & Dusén) H.Rob.
- Lessingianthus argenteus (Less.) H.Rob.
- Lessingianthus argyrophyllus (Less.) H.Rob.
- Lessingianthus asteriflorus (Mart. ex DC.) H.Rob.